# Дистинкция
Дистинкция (от лат. distinctio «различение») — фигура речи (троп; стилистическая фигура протяжённости), через которую обозначается акт познания, отражающий объективное различие между реальными предметами и элементами сознания («У кого нет в жизни ничего милее жизни, тот не в силах вести достойный образ жизни»).
В формальной логике дистинкция — один из логических приёмов, который можно использовать вместо определения.